# 블루 라이크 유
《블루 라이크 유》(Blue Like You)는 미국에서 제작된 럭키 맥키 감독의 2008년 코미디, 공포 영화이다. 칼리 배커 등이 주연으로 출연하였다.

## 출연

### 주연
- 칼리 배커
- 안젤라 베티스
- 럭키 맥키